# Antoninek (województwo mazowieckie)
Antoninek – wieś sołecka w Polsce położona w województwie mazowieckim, w powiecie otwockim, w gminie Kołbiel.

## Historia
Wieś ta powstała w drugiej połowie XIX wieku. Osada ta wzięła swoją nazwę od imienia Antoni. W 1921 roku miejscowość liczyła 12 domów i 63 mieszkańców.
W latach 1975–1998 miejscowość administracyjnie należała do województwa siedleckiego.
Wierni Kościoła rzymskokatolickiego należą do parafii Świętej Trójcy w Kołbieli.